# Sosnovka 1-ia
Sosnovka 1-ia (en rus: Сосновка 1-я) és un poble de l'óblast de Saràtov, a Rússia, segons el cens del 2010 tenia 67 habitants. Pertany al districte municipal de Petrovsk.